# Jérôme Eho
 (décembre 2011).
Si vous disposez d'ouvrages ou d'articles de référence ou si vous connaissez des sites web de qualité traitant du thème abordé ici, merci de compléter l'article en donnant les références utiles à sa vérifiabilité et en les liant à la section « Notes et références ».
Jérôme Eho, né le 29 mars 1969 à Paris, est un auteur français de romans, scénariste et dessinateur de bandes dessinées.

## Biographie
Venu de la publicité, Jérôme Eho développe diverses créations pour la jeunesse : la série en bande dessinée Les trois filous chez Milan Presse, une dizaine de romans chez Bayard, J'ai Lu Jeunesse, MFG, Les contes de la baleine bleue, avec Florent Pagny et de nombreuses illustrations pour Flammarion, Bayard et Milan.
Il est également le coauteur de la série Les Petits Citoyens dont le premier album est publié en 2006 et connaît un prolongement à la télévision (TV5Monde notamment) avec une série animée de 30 épisodes puis avec un site pédagogique.
En 2009, il reprend la série des Monsieur Madame en BD pour les éditions Casterman.
Depuis une dizaine d'années, l'auteur développe une carrière plus adulte et réaliste, comme scénariste et dessinateur, avec des séries BD historiques ainsi que des comics.
L'auteur emploie différents pseudonymes : Jérôme Eho, Cipryen Lahache, Stanley Jefferson et Armada Studio.

## Œuvres
- Chantage au Poulet : roman, Bayard éditions - collection Délire - 2001
- Attention courrier Piégé : roman, Bayard éditions - collection Délire - 2002
- Les contes de la Baleine Bleue T1 avec Florent Pagny : Patacaisse chez les rouletacaisse - MFG 2002
- Les contes de la Baleine Bleue T2 avec Florent Pagny : Coup de chaud au Mont Choco - MFG 2002
- Alerte aux Kinapubs : roman J'ai lu jeunesse 2003
- Action ! Film Cauchemar : roman J'ai lu jeunesse 2003
- Théo et l'oiseau bleu : roman J'ai lu jeunesse 2004
- Les Trois filous : série BD mensuelle dans le magazine Moi Je Lis - texte et dessin - 2000-2006 : 80 épisodes de 8 planches répertoriés - Série terminée.
- Les Petits Citoyens : série BD mensuelle dans le magazine Les Petits Citoyens, puis activité quotidienne sur les Petits Citoyens.com - dessins.
- Les Petits Citoyens : Panique au Pacoolicci - album BD - Éditions Casterman 2006(dessins sur un scénario de D. Sitbon Hatchwell. Série en cours.
- Les Petits Citoyens : En Moutonie - album BD - Éditions Casterman 2006 (dessins sur un scénario de D. Sitbon Hatchwell). Série en cours.
- Docteur Dog : adaptation en BD de la série télévisée produite d'après Babette Cole - Éditions du Toucan - 2007 (4 albums parus + 2 inédits). Série terminée.
- Totally Spies : adaptation en BD de la série télévisée produite par Marathon pour le magazine Totally Spies (9 épisodes de 36 planches). Série terminée.
- Totally Spies! : Adaptation en BD de la série télévisée produite par Marathon pour 1 album aux éditions Casterman. Série terminée.
- Littles Petshops : albums BD aux éditions Panini - 2009 - Série en cours. 4 titres parus.Dessins.
- Inspecteur Chouchou : série BD mensuelle dans le magazine Techou puis Wafcat - texte et dessin - 2000-2011. Série terminée.
- June et le Diable Écarlate - série BD bimestrielle dans le magazine Cheval Girl - 2011 - texte et dessin en collaboration avec le studio Armada - série en cours.
- Le gros livre des blagues - textes - dessins Alteau et Curd Ridel - Éditions Jungle. Série en cours.
- Mon guide de survie spécial fin du monde - Éditions Jungle.One shot.
- Alexandra Ledermann - La pouliche du désert - éditions Jungle. Série en cours.
- Le gros livre des blagues le retour - textes - dessins Alteau et Curd Ridel - Éditions Jungle. Avril 2013. Série en cours.
- Le gros livre des mystères et boules de gommes - textes dessins avec Alteau et O Hazar. Éditions Jungle. Avril 2014. Série en cours.
- Les mystères du Cluedo T.1 - Texte Splah!, 2015
- Le gros livre des extra-terrestres - textes - dessin : Alteau., 2015
- AC/DÇU -  T1-C'est du bonbon ![2], ACDédition, 2015
- Le TRES GROS livre des blagues (textes) dessins de Alteau et Curd Ridel, Éditions Jungle, 2016
- Les mystères du Cluedo T.2 - Texte Splash! - 2015
- 365 histoires - Collectif - Texte et illustrations. Auzou éditions, 2015
- Comme ma grande sœur. Nats éditions - Janvier 2016
- Jeanne d'Arc [3], avec Alain Paillou(dessin) et Claire Dumas (couleur), OREP éditions, 2017
- Escapers, Éditions Jungle, 2018
- Nous irons tous en Normandie, OREP éditions, 2019
- Dragon ! Idées plus, 2018
- Nationale 7, de Paris à Menton !, scénario de Franck Coste, dessin : collectif, Idées Plus

T1, 2018
T2, 2019
T3, 2020
- Scénographie et création de l'espace Muséal Disney - Isigny[5]
- Crimes en Normandie, scénario de Frédéric Leterreux, OREP éditions, 2019
- 14-18 la grande guerre[6], dessin de Jérôme Phalippou, OREP éditions, 2019
- Nous irons tous dans le Cotentin, scénario de Frédéric Leterreux, OREP éditions, septembre 2020
- L'espion du Jour J - T1. La cavale !, scénario de Frédéric Leterreux, Idées plus éditions, 2020